# Tjärnen, Härjedalen
Tjärnen är en sjö i Härjedalens kommun i Härjedalen och ingår i Ljusnans huvudavrinningsområde. Sjön har en area på 0,137 kvadratkilometer och ligger 431 meter över havet.

## Delavrinningsområde
Tjärnen ingår i det delavrinningsområde (685968-141014) som SMHI kallar för Utloppet av Tjärnen. Medelhöjden är 434 meter över havet och ytan är 0,88 kvadratkilometer. Det finns inga avrinningsområden uppströms utan avrinningsområdet är högsta punkten. Vattendraget som avvattnar avrinningsområdet har biflödesordning 3, vilket innebär att vattnet flödar genom totalt 3 vattendrag innan det når havet efter 280 kilometer. Avrinningsområdet består mestadels av skog (18 procent) och öppen mark (55 procent). Avrinningsområdet har 0,14 kvadratkilometer vattenytor vilket ger det en sjöprocent på 15,6 procent.